# Xã West Polk, Quận Christian, Missouri
Xã West Polk (tiếng Anh: West Polk Township) là một xã thuộc quận Christian, tiểu bang Missouri, Hoa Kỳ. Năm 2010, dân số của xã này là 1.045 người.